# Begonia rex
La begonia de hoja pintada (Begonia rex) es una especie de planta perenne perteneciente a la familia Begoniaceae. Es originaria de Asia.

## Descripción
Son hierbas que alcanzan un tamaño de 40 cm de altura. Con rizomas alargados, de 7-14 mm de diámetro. Hojas basales; con estípulas caducas, 1.4-1.5 × 1.6-1.8 cm, membranosas, pecíolo de hasta 35 cm, densamente hirsuto; hoja abaxialmente verde y violeta, adaxialmente oscura con un color verde grisáceo o mancha de plata en forma de herradura, ovadas y asimétricas de 6-33 × 5-21 cm, envés escasamente peludas. Las inflorescencias de 10-13 cm de altura, subglabras. Flores estaminadas: pedicelo 2.2-3.5 cm; tépalos 4, rosado a rosado, glabras, exterior 2 oblongo-ovadas. Flores pistiladas: pedicelo 2.9-3.1 cm; tépalos 5, desiguales, elípticos a ampliamente ovadas, glabras. El fruto en forma de cápsula con tres alas desiguales, ala abaxial ligulada o encorvada, 1.5-2.5 cm, ápice redondeado; semilunar las alas laterales, 3.5-5 mm. Tiene un número de cromosomas de n = 22 *.

## Distribución y hábitat
Se encuentra en los bosques, en las rocas y en las cuevas de los valles; a una altitud de 400-1100 metros, en Guangxi, Guizhou, Yunnan en China y en India y Vietnam.

## Taxonomía
Begonia rex fue descrita por Putz. y publicado en Journal Général d'Horticulture 12: 141, pls. 1255 & 1258. 1857.
Etimología
Begonia: nombre genérico, acuñado por Charles Plumier, un referente francés en botánica, honra a Michel Bégon, un gobernador de la excolonia francesa de Haití, y fue adoptado por Linneo.
rex: epíteto latino que significa "rey".
Sinonimia
- Platycentrum rex (Putz.) Seem.[3]

Híbridos
- Begonia × clementinae Bruant
- Begonia × conspiqua Sander
- Begonia × gemmata Sander
- Begonia × inimitabilis De Smet
- Begonia × leopardinus Van Houtte
- Begonia × margaritacea H.J.Veitch
- Begonia × punctatissima Sander
- Begonia × splendidissima De Smet